# Dactylogymnadenia hahnei
Dactylogymnadenia hahnei là một loài thực vật có hoa trong họ Lan. Loài này được (Hoppner) Soó mô tả khoa học đầu tiên năm 1966.